# Encefalitis vírica
L'encefalitis vírica és un tipus d'encefalitis causada per un virus. L'espectre d'implicació cerebral i el desenllaç de la malaltia depenen del patogen, l'estat immunològic de l'hoste i de factors ambientals. Tot i que la teràpia específica es limita només a alguns agents vírics, el diagnòstic correcte i el tractament de suport i simptomatologia (quan no hi ha teràpia específica disponible) són necessaris per assegurar un bon pronòstic.
L'encefalitis vírica és el tipus d'encefalitis més freqüent. A excepció de l'encefalitis d'herpes simplex, les causes específiques de les síndromes del sistema nerviós central d'origen viral han estat difícils i a vegades impossibles d'identificar.

## Tipus
Els tipus d'encefalitis vírica en humans inclouen:
- Encefalitis per arbovirus (Arbovirus)
  - Encefalitis de La Crosse
  - Encefalitis per enterovirus
  - Encefalitis per virus de la encefalitis de California
  - Encefalitis japonesa
  - Encefalitis de Sant Lluís
  - Virus de les encefalitis equines
    - Encefalitis per virus de l'encefalitis equina de l'est
    - Encefalitis per virus de l'encefalitis equina occidental
    - Encefalitis per virus de l'encefalitis equina veneçolana

  - Encefalitis per virus de l'encefalitis de la vall de Murray
  - Encefalitis transmesa per paparres (virus de l'encefalitis per paparres)
  - Encefalitis de Powassan (virus Powassan)
  - Encefalitis per virus del Nil occidental
- Encefalitis per herpes simple (herpes simple)
- Encefalitis per herpesvirus humà 6
- Encefalitis per virus de la varicel·la zòster
- Encefalitis per virus de la ràbia
- Encefalitis per virus de la immunodeficiència humana (VIH)
- Encefalitis per Influenzavirus A subtipus H5N1
- Encefalitis per Virus Nipah
- Encefalitis per Lymphocytic choriomeningitis virus (LCMV)